# IT-Security Officer
IT-Security Officer bezeichnet eine berufliche Tätigkeit in Unternehmen und Behörden, die für die IT-Sicherheit der eingesetzten Technologien und der damit verbundenen Prozesse verantwortlich ist. 
In der Regel berichtet der IT-Security Officer disziplinarisch an den Chief Information Security Officer (CISO) bzw. den Chief Security Officer (CSO),  und ist organisatorisch in der IT-Abteilung des Unternehmens tätig.

## Ausbildung
Es wird ein Zertifikatslehrgang nach ISO/IEC 27001/ISO/IEC 27002 und dem vom Bundesamt für Sicherheit in der Informationstechnik (BSI) veröffentlichten IT-Grundschutz angeboten. Anbieter ist unter anderem Bitkom. Der Information Security Officer erfüllt auch Aufgaben, die in den Bereich eines IT-Security Officer fallen. Eine Ausbildung hierzu wird unter anderem vom TÜV und von der DEKRA angeboten. Als Zielgruppe wird hier unter anderem auch IT-Sicherheitsbeauftragter genannt. 

### Lehrbücher
- Als IT-Security Officer zertifiziert: Über 100 Fragen und Antworten auf dem Weg zur Zertifizierung als ITSO (IT Security Officer)

## Stellenmarkt
Die Jobsuche der Arbeitsagentur listet zur Zeit 44 Stellen auf. auf.

## Tätigkeit
Zum hauptsächlichen Aufgabengebiet des IT-Security-Officers gehören die Entwicklung, Anpassung, Umsetzung und Kontrolle von IT-Sicherheitsrichtlinien, der Aufbau eines Sicherheitsmanagements und Durchführung von Schutzbedarfsanalysen. Des Weiteren identifiziert er IT-Risiken und plant IT-Sicherheitskonzepte.
Im organisatorischen Umfeld arbeitet der IT-Security-Officer mit dem Datenschutzbeauftragten des Unternehmens, mit dem Betriebsrat und der internen Revision zusammen.
Bei der Position des IT-Security-Officers handelt es sich um eine Querschnittsfunktion, die nahezu allen Teilen des Unternehmens oder der Behörde als Ansprechpartner in Fragen der Informationssicherheit dient. Durch die hohe Durchdringung von Unternehmen mit Informationstechnologie und die damit verbundene Abhängigkeit gewinnt die Position an Bedeutung und wird in immer mehr Unternehmen eingeführt.